# راندال لان
راندال لان (بالإنجليزية: Randall Lane)‏ هو لاعب كرة قدم أمريكية أمريكي، ولد في 15 أكتوبر 1976 في شيكاغو في الولايات المتحدة.